# Showing Up (phim)
Showing Up là một bộ phim hài kịch năm 2022 của Hoa Kỳ do Kelly Reichardt đồng viết kịch bản và đạo diễn, đây là dự án đánh dấu lần hợp tác thứ tư của cô với minh tinh từng năm lần được đề cử giải Oscar Michelle Williams. Tác phẩm tranh giải Cành cọ Vàng tại Liên hoan phim Cannes 2022 và công chiếu ngày 27 tháng 5.
A24 phát hành bộ phim vào ngày 7 tháng 4 năm 2023.

## Cốt truyện
Một nghệ sĩ sắp thực hiện buổi triển lãm thay đổi nghề nghiệp tìm thấy nguồn cảm hứng trong cuộc sống bộn bề.

## Diễn viên
- Michelle Williams trong vai Lizzy
- Hồng Châu trong vai Jo
- André Benjamin trong vai Eric
- Lauren Lakis trong vai Terri
- Denzel Rodriguez trong vai William
- Jean-Luc Boucherot trong vai Peter
- Ted Rooney trong vai Ted
- Maryann Plunkett trong vai Jean
- Heather Lawless trong vai Marlene
- Ben Coonley trong vai Ben
- Chase Hawkins trong vai Alex
- Izabel Mar trong vai Maya
- James Le Gros trong vai Ira
- Judd Hirsch trong vai Bill
- Matt Malloy trong vai Lee
- Amanda Plummer trong vai Dorothy
- John Magaro trong vai Sean

Nguồn:

## Sản xuất
Vào ngày 26 tháng 1 năm 2021, truyền thông đưa tin Michelle Williams sẽ đóng vai nữ chính trong bộ phim Showing Up, đây là lần hợp tác thứ tư giữa cô với nhà văn kiêm đạo diễn Kelly Reichardt. Đến tháng 6 năm 2021, Hồng Châu, Judd Hirsch, Maryann Plunkett, John Magaro, André Benjamin, Heather Lawless, Amanda Plummer, Larry Fessenden và James Le Gros tham gia dàn diễn viên. Quá trình quay phim chính thức bắt đầu vào ngày 7 tháng 6 và kết thúc trong ngày 15 tháng 7 cùng năm tại Portland, Oregon.

## Đón nhận
Trên trang web tổng hợp đánh giá Rotten Tomatoes, 93% trong số 40 bài phê bình được xác định là tích cực, với điểm trung bình là 7.2/10. Nhìn chung các nhà bình luận đều đồng thuận ở nội dung: "Một bộ phim truyền hình đơn giản dễ gây nhầm lẫn về cuộc đời của nghệ sĩ, Showing Up tái hợp Kelly Reichardt và Michelle Williams để tạo hiệu ứng lôi cuốn." Trang Metacritic sử dụng công thức bình quân gia quyền, đã chấm bộ phim số điểm 81/100 dựa trên 16 nhà phê bình, cho thấy "sự tán dương rộng rãi".